# Доллонд (лунный кратер)
Кратер Доллонд (лат. Dollond) — маленький ударный кратер в центральной области видимой стороны Луны. Название присвоено в честь английского оптика Джона Доллонда (1706—1761) и утверждено Международным астрономическим союзом в 1935 г.

## Описание кратера

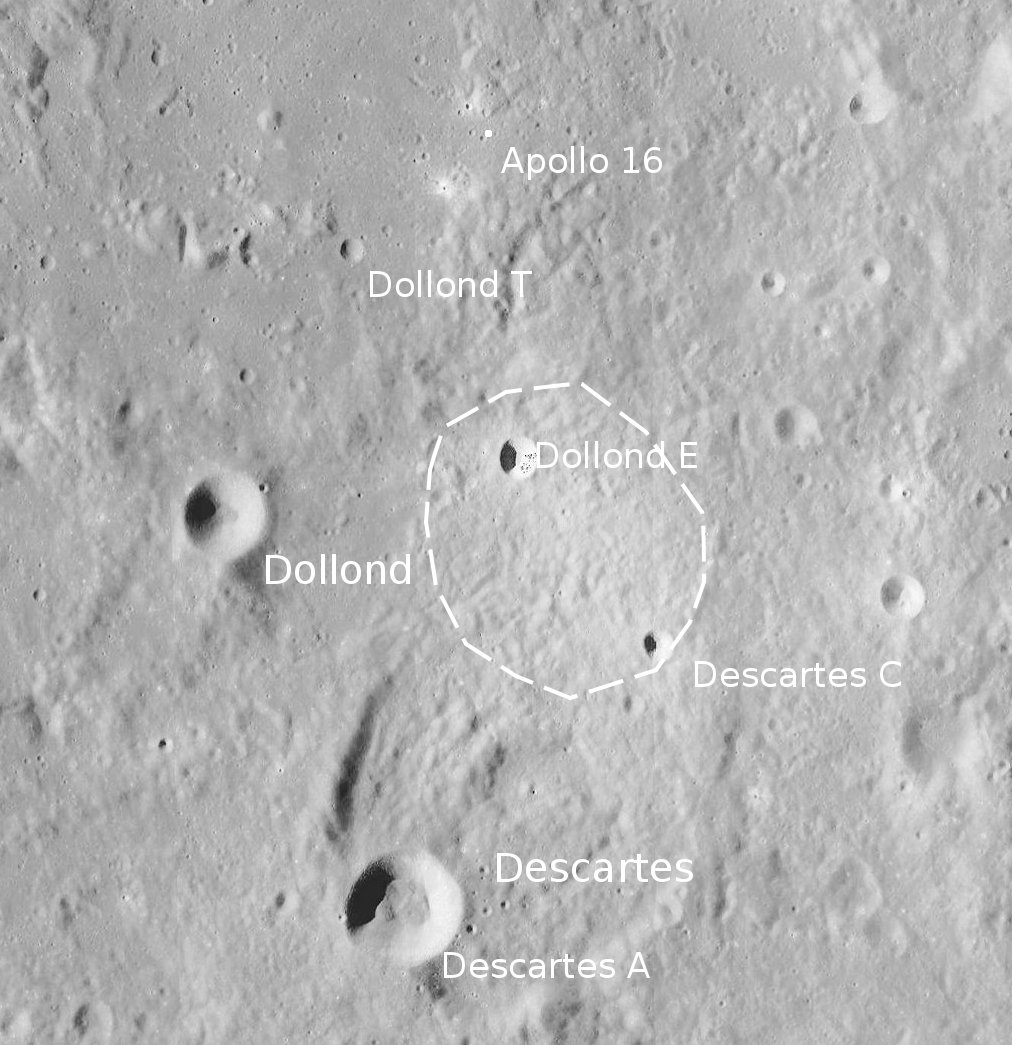
Окрестности кратера Доллонд. Снимок Lunar Reconnaissance Orbiter.

Ближайшими соседями кратера являются кратер Андел на западе; кратер Линдсей на севере-северо-западе; кратер Цельнер на северо-востоке; кратер Кант на востоке; кратер Декарт на юго-востоке и кратер Абу-ль-Фида на юге. На востоке от кратера находится Море Нектара и его Залив Суровости. Селенографические координаты центра кратера 10°29′ ю. ш. 14°25′ в. д. / 10,48° ю. ш. 14,41° в. д., диаметр 11 км, глубина 2,04 км.
Кратер имеет циркулярную чашеобразную форму с маленьким участком плоского дна, практически не разрушен. Высота вала над окружающей местностью достигает 410 м., объем кратера составляет приблизительно 50 км³. По морфологическим признакам кратер относится к типу BIO (по названию типичного представителя этого класса – кратера Био).
На востоке от кратера Доллонд находится область со значительно большим по отношению к окружающей местности альбедо. Изучение этой области с помощью приборов установленных на зонде “Clementine” позволило установить что данная область является магнитной аномалией, самой значительной на видимой стороне Луны. В соответствии с современными представлениями данная магнитная аномалия отклоняет частицы солнечного ветра, предотвращая потемнение слагающих область пород в результате космического выветривания.

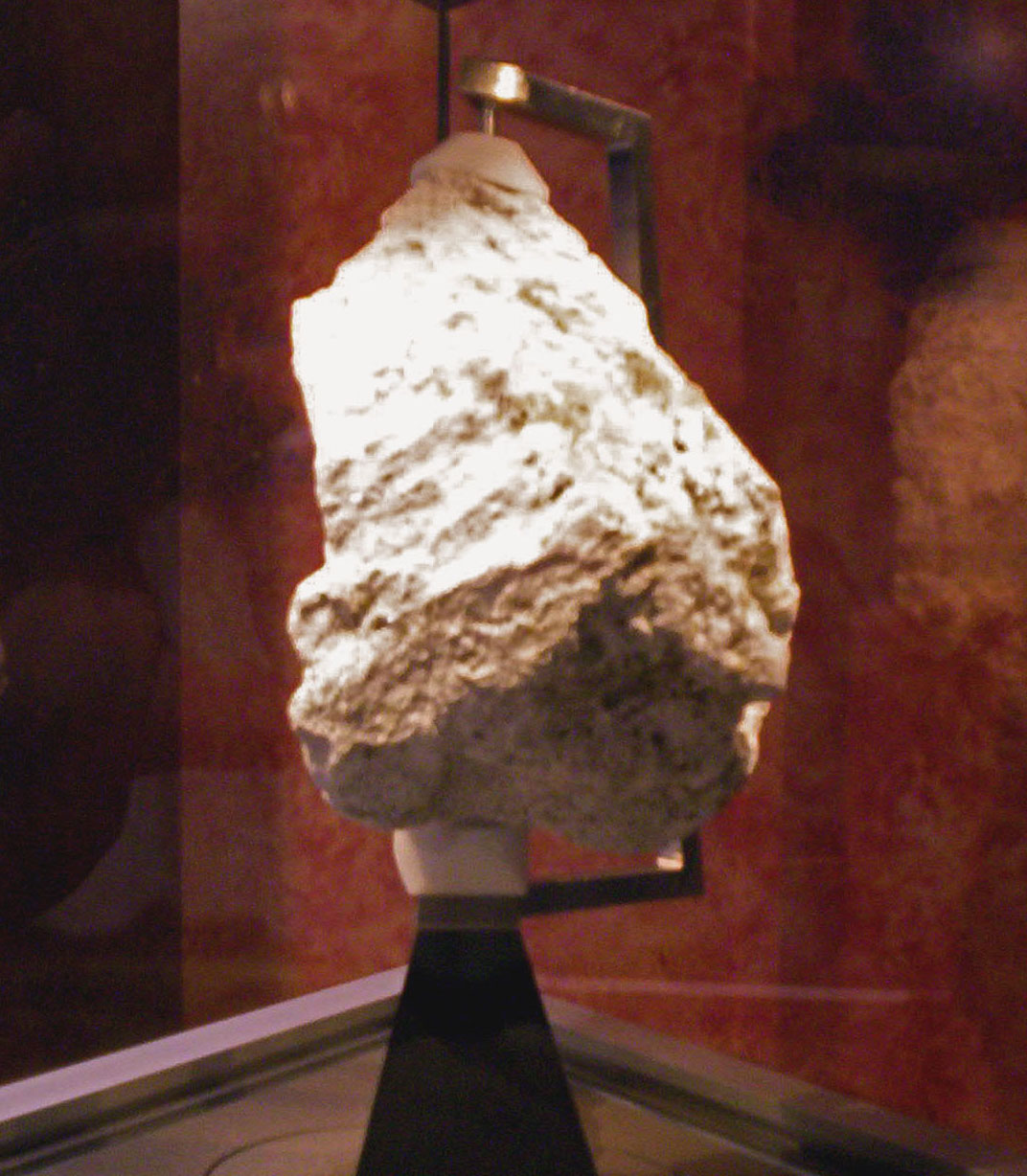
Образец N60025 доставленный на Землю экипажем Аполлона-16, выставлен в Национальном музее естественной истории в г. Вашингтон.

Окружающая кратер местность считалась образованной в результате вулканических извержений потоками более вязкой лавы по сравнению с лавой заполнявшей лунные моря. Однако анализы образцов собранных экспедицией Аполлон-16 доказали что породы формирующие данную местность - это выбросы от мощных импактов, вероятнее всего от импактного события образовавшего Море Нектара. Породы представляют собой брекчии, их состав близок к составу анортозитовых габбро или габброидных анортозитов.

## Сателлитные кратеры
| Доллонд | Координаты                                            | Диаметр, км |
| ------- | ----------------------------------------------------- | ----------- |
| B       | 7°42′ ю. ш. 13°50′ в. д. / 7,7° ю. ш. 13,84° в. д.    | 35,8        |
| D       | 8°12′ ю. ш. 12°30′ в. д. / 8,2° ю. ш. 12,5° в. д.     | 8,3         |
| E       | 10°18′ ю. ш. 15°42′ в. д. / 10,3° ю. ш. 15,7° в. д.   | 5,2         |
| L       | 8°47′ ю. ш. 12°32′ в. д. / 8,78° ю. ш. 12,53° в. д.   | 4,5         |
| M       | 10°07′ ю. ш. 16°55′ в. д. / 10,12° ю. ш. 16,91° в. д. | 5,3         |
| T       | 9°25′ ю. ш. 14°58′ в. д. / 9,41° ю. ш. 14,97° в. д.   | 3           |
| U       | 7°18′ ю. ш. 15°58′ в. д. / 7,3° ю. ш. 15,97° в. д.    | 3           |
| V       | 7°54′ ю. ш. 15°26′ в. д. / 7,9° ю. ш. 15,44° в. д.    | 5,8         |
| W       | 6°42′ ю. ш. 14°34′ в. д. / 6,7° ю. ш. 14,57° в. д.    | 10,2        |
| Y       | 8°30′ ю. ш. 13°10′ в. д. / 8,5° ю. ш. 13,17° в. д.    | 14,2        |

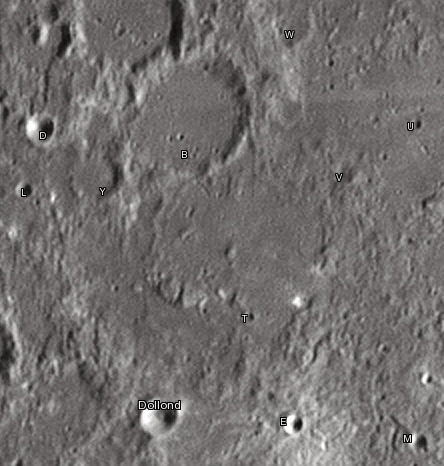
Снимок Девида Кемпбелла.

- Сателлитные кратеры Доллонд M и Доллонд E включены в список кратеров с яркой системой лучей Ассоциации лунной и планетарной астрономии (ALPO)[5].

## Места посадок космических аппаратов
Приблизительно в 50 км к северо-востоку от кратера Декарт 27 апреля 1972 г., в точке с селенографическими координатами 8,97301° ю. ш. 15,49812° в. д., совершил посадку лунный модуль «Орион» экспедиции Аполлон-16. Район посадки иногда называют нагорье Декарта.